# 硝酸钆
硝酸钆是一种无机化合物，化学式为Gd(NO3)3。它在核反应堆内用作中子毒物。硝酸钆和其他硝酸盐一样，是一种氧化剂。易溶于水和醇，在潮湿空气中易潮解。白色晶体，密度2.406g/cm3，熔点91℃。

## 物理性质
硝酸钆易溶于水。